# Temporada 1989 de Fórmula 1
La temporada 1989 de Fórmula 1 fue la 40.ª temporada del Campeonato Mundial de Fórmula 1 de la historia. Fue organizada por la Federación Internacional del Automóvil (FIA). Un total de 20 equipos y casi 50 pilotos fueron parte de alguna de las 16 carreras. McLaren-Honda venció en el campeonato de constructores con casi el doble de puntos que el segundo, Williams-Renault. Alain Prost fue el piloto campeón sobre Ayrton Senna.

## Escuderías y pilotos
La siguiente tabla muestra los pilotos confirmados oficialmente por sus escuderías para el Mundial 1989 de Fórmula 1.
Nuevamente se mantuvo el sistema de numeración adoptado en la temporada 1974, tomando como parámetros el par numérico "1-2" para el piloto campeón y su escudero, y los resultados del Campeonato de constructores 1973 para designar la numeración de los demás equipos.
Dado que el campeón 1988 Ayrton Senna, pintó el "1" en el morro de su McLaren MP4/5, el equipo Marlboro McLaren International intercambió sus dorsales con el equipo Camel Lotus, el cual pasó a utilizar el par numérico "11-12".
Entre las principales novedades de esta temporada, se destacó el regreso de la escudería Brabham, bajo la denominación Motor Racing Developments, luego de perder su plaza en la temporada anterior y conservando el par numérico "7-8", usado por última vez en 1987. Asimismo, la ampliación a dos unidades por equipo de las escuderías Osella, BMS, Coloni, Rial y AGS, más la reducción a una sola unidad del equipo EuroBrun y el debut de la escudería Onyx Grand Prix, supuso un reacomodamiento en la asignación de números para estos equipos. Por su parte, se destacó el intercambio de números entre las escuderías Arrows y Zakspeed, pasando la primera a utilizar el par numérico "9-10", utilizado por Zakspeed en 1988, mientras que Zakspeed se reinscribió en la categoría como equipo nuevo (debido principalmente a un cambio en su proveedor de impulsores), utilizando los dorsales "34-35"
| Escudería                            | Chasis   | Chasis       | Motor                                     | Neu. | N.º | Pilotos               | Rondas          |
| ------------------------------------ | -------- | ------------ | ----------------------------------------- | ---- | --- | --------------------- | --------------- |
| Marlboro McLaren Honda               | McLaren  | MP4/5        | Honda RA109A 3.5 V10                      | G    | 1   | Ayrton Senna          | Todas           |
| Marlboro McLaren Honda               | McLaren  | MP4/5        | Honda RA109A 3.5 V10                      | G    | 2   | Alain Prost           | Todas           |
| Tyrrell Racing Organisation          | Tyrrell  | 017B 018     | Ford Cosworth DFR 3.5 V8                  | G    | 3   | Jonathan Palmer       | Todas           |
| Tyrrell Racing Organisation          | Tyrrell  | 017B 018     | Ford Cosworth DFR 3.5 V8                  | G    | 4   | Michele Alboreto      | 1-6             |
| Tyrrell Racing Organisation          | Tyrrell  | 017B 018     | Ford Cosworth DFR 3.5 V8                  | G    | 4   | Jean Alesi            | 7-10, 12, 14-16 |
| Tyrrell Racing Organisation          | Tyrrell  | 017B 018     | Ford Cosworth DFR 3.5 V8                  | G    | 4   | Johnny Herbert        | 11, 13          |
| Canon Williams Team                  | Williams | FW12C FW13   | Renault RS1 3.5 V10                       | G    | 5   | Thierry Boutsen       | Todas           |
| Canon Williams Team                  | Williams | FW12C FW13   | Renault RS1 3.5 V10                       | G    | 6   | Riccardo Patrese      | Todas           |
| Motor Racing Developments            | Brabham  | BT58         | Judd EV 3.5 V8                            | P    | 7   | Martin Brundle        | Todas           |
| Motor Racing Developments            | Brabham  | BT58         | Judd EV 3.5 V8                            | P    | 8   | Stefano Modena        | Todas           |
| Arrows Grand Prix International      | Arrows   | A11          | Ford Cosworth DFR 3.5 V8                  | G    | 9   | Derek Warwick         | 1-6, 8-16       |
| Arrows Grand Prix International      | Arrows   | A11          | Ford Cosworth DFR 3.5 V8                  | G    | 9   | Martin Donnelly       | 7               |
| Arrows Grand Prix International      | Arrows   | A11          | Ford Cosworth DFR 3.5 V8                  | G    | 10  | Eddie Cheever         | Todas           |
| Camel Team Lotus                     | Lotus    | 101          | Judd CV 3.5 V8                            | G    | 11  | Nelson Piquet         | Todas           |
| Camel Team Lotus                     | Lotus    | 101          | Judd CV 3.5 V8                            | G    | 12  | Satoru Nakajima       | Todas           |
| Leyton House March Racing Team       | March    | 881 CG891    | Judd EV 3.5 V8                            | G    | 15  | Maurício Gugelmin     | Todas           |
| Leyton House March Racing Team       | March    | 881 CG891    | Judd EV 3.5 V8                            | G    | 16  | Ivan Capelli          | Todas           |
| Osella Squadra Corse                 | Osella   | FA1M89       | Ford Cosworth DFR 3.5 V8                  | P    | 17  | Nicola Larini         | Todas           |
| Osella Squadra Corse                 | Osella   | FA1M89       | Ford Cosworth DFR 3.5 V8                  | P    | 18  | Piercarlo Ghinzani    | Todas           |
| Benetton Formula Ltd                 | Benetton | B188 B189    | Ford Cosworth DFR 3.5 V8 Ford HBA4 3.5 V8 | G    | 19  | Alessandro Nannini    | Todas           |
| Benetton Formula Ltd                 | Benetton | B188 B189    | Ford Cosworth DFR 3.5 V8 Ford HBA4 3.5 V8 | G    | 20  | Johnny Herbert        | 1-6             |
| Benetton Formula Ltd                 | Benetton | B188 B189    | Ford Cosworth DFR 3.5 V8 Ford HBA4 3.5 V8 | G    | 20  | Emanuele Pirro        | 7-16            |
| BMS Scuderia Italia                  | Dallara  | F189         | Ford Cosworth DFR 3.5 V8                  | P    | 21  | Alex Caffi            | Todas           |
| BMS Scuderia Italia                  | Dallara  | F189         | Ford Cosworth DFR 3.5 V8                  | P    | 22  | Andrea de Cesaris     | Todas           |
| Minardi F1 Team                      | Minardi  | M188B M189   | Ford Cosworth DFR 3.5 V8                  | P    | 23  | Pierluigi Martini     | 1-14, 16        |
| Minardi F1 Team                      | Minardi  | M188B M189   | Ford Cosworth DFR 3.5 V8                  | P    | 23  | Paolo Barilla         | 15              |
| Minardi F1 Team                      | Minardi  | M188B M189   | Ford Cosworth DFR 3.5 V8                  | P    | 24  | Luis Pérez-Sala       | Todas           |
| Ligier Loto                          | Ligier   | JS33         | Ford Cosworth DFR 3.5 V8                  | G    | 25  | René Arnoux           | Todas           |
| Ligier Loto                          | Ligier   | JS33         | Ford Cosworth DFR 3.5 V8                  | G    | 26  | Olivier Grouillard    | Todas           |
| Scuderia Ferrari                     | Ferrari  | 640          | Ferrari 035/5 3.5 V12                     | G    | 27  | Nigel Mansell         | 1-13-15-16      |
| Scuderia Ferrari                     | Ferrari  | 640          | Ferrari 035/5 3.5 V12                     | G    | 28  | Gerhard Berger        | 1-2-4-16        |
| Larrousse Calmels Equipe Larrousse   | Lola     | LC88B LC89   | Lamborghini 3512 3.5 V12                  | G    | 29  | Yannick Dalmas        | 1-6             |
| Larrousse Calmels Equipe Larrousse   | Lola     | LC88B LC89   | Lamborghini 3512 3.5 V12                  | G    | 29  | Éric Bernard          | 7-8             |
| Larrousse Calmels Equipe Larrousse   | Lola     | LC88B LC89   | Lamborghini 3512 3.5 V12                  | G    | 29  | Michele Alboreto      | 9-16            |
| Larrousse Calmels Equipe Larrousse   | Lola     | LC88B LC89   | Lamborghini 3512 3.5 V12                  | G    | 30  | Philippe Alliot       | Todas           |
| Coloni SpA                           | Coloni   | FC188B C3    | Ford Cosworth DFR 3.5 V8                  | G    | 31  | Roberto Moreno        | Todas           |
| Coloni SpA                           | Coloni   | FC188B C3    | Ford Cosworth DFR 3.5 V8                  | G    | 32  | Pierre-Henri Raphanel | 1-10            |
| Coloni SpA                           | Coloni   | FC188B C3    | Ford Cosworth DFR 3.5 V8                  | G    | 32  | Enrico Bertaggia      | 11-16           |
| EuroBrun Racing                      | EuroBrun | ER188B ER189 | Judd CV 3.5 V8                            | P    | 33  | Gregor Foitek         | 1-11            |
| EuroBrun Racing                      | EuroBrun | ER188B ER189 | Judd CV 3.5 V8                            | P    | 33  | Oscar Larrauri        | 12-16           |
| West Zakspeed Racing                 | Zakspeed | 891          | Yamaha OX88 3.5 V8                        | P    | 34  | Bernd Schneider       | Todas           |
| West Zakspeed Racing                 | Zakspeed | 891          | Yamaha OX88 3.5 V8                        | P    | 35  | Aguri Suzuki          | Todas           |
| Moneytron Onyx Formula One           | Onyx     | ORE-1        | Ford Cosworth DFR 3.5 V8                  | G    | 36  | Stefan Johansson      | Todas           |
| Moneytron Onyx Formula One           | Onyx     | ORE-1        | Ford Cosworth DFR 3.5 V8                  | G    | 37  | Bertrand Gachot       | 1-12            |
| Moneytron Onyx Formula One           | Onyx     | ORE-1        | Ford Cosworth DFR 3.5 V8                  | G    | 37  | JJ Lehto              | 13-16           |
| Rial Racing                          | Rial     | ARC2         | Ford Cosworth DFR 3.5 V8                  | G    | 38  | Christian Danner      | 1-13            |
| Rial Racing                          | Rial     | ARC2         | Ford Cosworth DFR 3.5 V8                  | G    | 38  | Gregor Foitek         | 14              |
| Rial Racing                          | Rial     | ARC2         | Ford Cosworth DFR 3.5 V8                  | G    | 38  | Bertrand Gachot       | 15-16           |
| Rial Racing                          | Rial     | ARC2         | Ford Cosworth DFR 3.5 V8                  | G    | 39  | Volker Weidler        | 1-10            |
| Rial Racing                          | Rial     | ARC2         | Ford Cosworth DFR 3.5 V8                  | G    | 39  | Pierre-Henri Raphanel | 11-16           |
| Automobiles Gonfaronnaises Sportives | AGS      | JH23B JH24   | Ford Cosworth DFR 3.5 V8                  | G    | 40  | Philippe Streiff      | 1               |
| Automobiles Gonfaronnaises Sportives | AGS      | JH23B JH24   | Ford Cosworth DFR 3.5 V8                  | G    | 40  | Gabriele Tarquini     | 2-16            |
| Automobiles Gonfaronnaises Sportives | AGS      | JH23B JH24   | Ford Cosworth DFR 3.5 V8                  | G    | 41  | Joachim Winkelhock    | 1-7             |
| Automobiles Gonfaronnaises Sportives | AGS      | JH23B JH24   | Ford Cosworth DFR 3.5 V8                  | G    | 41  | Yannick Dalmas        | 8-16            |

## Novedades con relación a la temporada anterior
- Al finalizar la temporada 1988, el proveedor japonés Honda y McLaren F1 Team renuevan su vínculo, generando un contrato de exclusividad de provisión de motores para la escudería inglesa. Tal decisión provocó el final de la sociedad de Honda con el Team Lotus, quienes en una acción similar a la de Williams en 1988, recurrieron al proveedor inglés de motores Judd.
- Tras una decepcionante temporada 1988, motivada por la salida del proveedor japonés Honda y la incorporación de motores Judd, Williams F1 Team anuncia la contratación del fabricante francés Renault como nuevo proveedor de motores. Al mismo tiempo y por diferencias con el equipo, el inglés Nigel Mansell se desvinculó del equipo, siendo su lugar ocupado por el belga Thierry Boutsen.
- Tras su desvinculación de Williams, Nigel Mansell acuerda su incorporación a la Scuderia Ferrari, reemplazando al italiano Michele Alboreto y acompañando al austríaco Gerhard Berger.
- La salida de Alboreto de la Scuderia Ferrari es aprovechada por Tyrrell Racing, quienes lo convocan para acompañar al inglés Jonathan Palmer. Sin embargo, por conflictos contractuales con sus auspiciantes, Alboreto se alejó del equipo tras 6 fechas, siendo sustituido por el francés Jean Alesi y ocasionalmente por el inglés Johnny Herbert.
- Tras la prohibición impuesta para la temporada 1989 a los motores turbo, Arrows Grand Prix International se vio forzado a abandonar los motores Megatron que venía autogestionando, pasando a equipar motores Ford.  A su vez, la plantilla de pilotos se mantuvo, con el inglés Derek Warwick y el estadounidense Eddie Cheever, contando con la participación del inglés Martin Donnelly en la fecha 7, en reemplazo de Warwick.
- Benetton Formula 1 ratifica en su plantilla al italiano Alessandro Nannini y presenta como incorporación al inglés Johnny Herbert. Sin embargo, tras las primeras 6 fechas, Herbert fue reemplazado en su puesto por el italiano Emanuele Pirro.
- El equipo francés Larrousse volvió a confiar en su tándem 100% francés, compuesto por Yannick Dalmas y Philippe Alliot, sin embargo, tras las primeras 6 fechas, Dalmas fue reemplazado por el también francés Éric Bernard, quien a su vez fue reemplazado a partir de la fecha 9 por el italiano Michele Alboreto, quien venía de romper su vínculo con Tyrrell. Al mismo tiempo, en la faz mecánica presentaba como novedad la sustitución de los motores Ford usados el año anterior y la implementación de motores Lamborghini, gestionados por el propio equipo.
- El equipo italiano EuroBrun Racing presentó para esta temporada un único coche, el cual presentó como novedad la implementación de motores Judd en reemplazo de los motores Ford del año anterior. LA conducción del mismo le fue confiada al suizo Gregor Foitek, quien tras disputar las primeras 11 fechas fue finalmente sustituido por el argentino Oscar Larrauri.
- El francés Equipe Ligier renovó parcialmente su plantel, confirmando al francés René Arnoux y presentando al también francés Olivier Grouillard, en reemplazo del sueco Stefan Johansson. A su vez, el equipo cambiaba de proveedor de motores al adquirir impulsores Ford en reemplazo de los Judd.
- El italiano Osella Squadra Corse presentó dos unidades, ratificando al italiano Nicola Larini al comando de uno de los coches y contratando al también italiano Piercarlo Ghinzani para pilotear el segundo. Al mismo tiempo, tras competir en 1988 con motores autogestionados, en esta temporada incorporó motores Ford.
- El equipo alemán Zakspeed anuncia la renovación parcial de su equipo, manteniendo al alemán Bernd Schneider e incorporando al japonés Aguri Suzuki en reemplazo del italiano Piercarlo Ghinzani, quien emigró a Osella. Por otra parte, tras también verse perjudicados por la prohibición de motores turbo, adquirió el apoyo del productor japonés Yamaha para la gestión de sus motores, luego de haber competido en 1988 con sus propios motores turbocomprimidos.
- El también italiano Coloni presentó para esta temporada dos unidades, luego de haberse presentado solamente con una en 1988. Tales unidades le fueron confiadas al retornado brasileño Roberto Moreno y al francés Pierre-Henri Raphanel. Sin embargo, tras las primeras 10 fechas, Raphanel abandonó la escudería pasando a fichar para Rial Racing, por lo que su lugar fue ocupado por el italiano Enrico Bertaggia.
- El equipo alemán Rial Racing tras haber debutado en 1988 con un solo coche, en 1989 inscribió dos unidades, las cuales inicialmente les fueron confiadas a los alemanes Christian Danner y Volker Weidler. Finalmente, Weidler fue reemplazado tras las primeras 10 fechas por el francés Pierre-Henri Raphanel (quien se había desvinculado de Coloni), mientras que Danner fue suplantado luego de las primeras 13 fechas inicialmente por el suizo Gregor Foitek (quien se había desvinculado de EuroBrun), pero tras la fecha 14, ese lugar fue ocupado por el belga Bertrand Gachot.
- El equipo italiano BMS Scuderia Italia también amplió su participación, poniendo dos unidades en pista. A la confirmación del italiano Alex Caffi se le sumó la contratación del también italiano Andrea de Cesaris.
- Minardi inició su temporada confirmando al tándem que había finalizado el torneo anterior, el italiano Pierluigi Martini y el español Luis Pérez-Sala. Sin embargo en la fecha 15, Martini fue suplantado por su compatriota Paolo Barilla, quien debutó en la F1.
- Automobiles Gonfaronnaises Sportives se presentó en 1989 con dos unidades, siendo inicialmente confirmados como pilotos el francés Philippe Streiff (quien cerró la temporada 1988 con este equipo) y el alemán Joachim Winkelhock. Sin embargo, tras haber sufrido un duro accidente en la primera fecha, Streiff fue reemplazado por el italiano Gabriele Tarquini, mientras que Winkelhock fue reemplazado tras las primeras 7 fechas por el francés Yannick Dalmas, quien se había desvinculado de Larrousse.
- La escudería inglesa Brabham retornó a la competición bajo el nombre de Motor Racing Developments. Como pilotos fueron confirmados el inglés Martin Brundle y el italiano Stefano Modena.
- Por último, en esta temporada se sucedió el debut de la escuadra inglesa Onyx Grand Prix, la cual contrató como pilotos al sueco Stefan Johansson (proveniente de Ligier) y el belga Bertrand Gachot. Sin embargo, diferencias con la dirección del equipo hicieron que Gachot abandone el equipo tras 12 competencias (fichó luego para Rial Racing), siendo reemplazado por el novato finés Jyrki Järvi Lehto.

## Reglamento
En cuanto al reglamento técnico, se prohibieron los motores sobrealimentados, y se estableció que los pies del piloto debían ubicarse detrás del eje de las ruedas delanteras. En cuanto al reglamento deportivo, la duración de las carreras se estandarizó a 305 km, salvo en circuitos callejeros para mantenerse dentro del límite de 2 horas.
Debido a la mayor cantidad de inscritos, se agregó una tanda de preclasificación para los 13 pilotos con peores resultados. Los cuatro pilotos con mejores tiempos avanzaban a la tanda de clasificación, donde participaban 30 pilotos, y los 26 mejores clasificaban a la carrera.

## Resultados
| Carrera | Gran Premio                       | Poles Position   | Vuelta rápida     | Piloto Ganador     | Constructor Ganador | Resultados |
| ------- | --------------------------------- | ---------------- | ----------------- | ------------------ | ------------------- | ---------- |
| 1       | Gran Premio de Brasil             | Ayrton Senna     | Riccardo Patrese  | Nigel Mansell      | Ferrari             | Resultados |
| 2       | Gran Premio de San Marino         | Ayrton Senna     | Alain Prost       | Ayrton Senna       | McLaren-Honda       | Resultados |
| 3       | Gran Premio de Mónaco             | Ayrton Senna     | Alain Prost       | Ayrton Senna       | McLaren-Honda       | Resultados |
| 4       | Gran Premio de México             | Ayrton Senna     | Nigel Mansell     | Ayrton Senna       | McLaren-Honda       | Resultados |
| 5       | Gran Premio de los Estados Unidos | Ayrton Senna     | Ayrton Senna      | Alain Prost        | McLaren-Honda       | Resultados |
| 6       | Gran Premio de Canadá             | Alain Prost      | Jonathan Palmer   | Thierry Boutsen    | Williams-Renault    | Resultados |
| 7       | Gran Premio de Francia            | Alain Prost      | Maurício Gugelmin | Alain Prost        | McLaren-Honda       | Resultados |
| 8       | Gran Premio de Gran Bretaña       | Ayrton Senna     | Nigel Mansell     | Alain Prost        | McLaren-Honda       | Resultados |
| 9       | Gran Premio de Alemania           | Ayrton Senna     | Ayrton Senna      | Ayrton Senna       | McLaren-Honda       | Resultados |
| 10      | Gran Premio de Hungría            | Riccardo Patrese | Nigel Mansell     | Nigel Mansell      | Ferrari             | Resultados |
| 11      | Gran Premio de Bélgica            | Ayrton Senna     | Alain Prost       | Ayrton Senna       | McLaren-Honda       | Resultados |
| 12      | Gran Premio de Italia             | Ayrton Senna     | Alain Prost       | Alain Prost        | McLaren-Honda       | Resultados |
| 13      | Gran Premio de Portugal           | Ayrton Senna     | Gerhard Berger    | Gerhard Berger     | Ferrari             | Resultados |
| 14      | Gran Premio de España             | Ayrton Senna     | Ayrton Senna      | Ayrton Senna       | McLaren-Honda       | Resultados |
| 15      | Gran Premio de Japón              | Ayrton Senna     | Alain Prost       | Alessandro Nannini | Benetton-Ford       | Resultados |
| 16      | Gran Premio de Australia          | Ayrton Senna     | Satoru Nakajima   | Thierry Boutsen    | Williams-Renault    | Resultados |

## Clasificaciones

### Sistema de puntuación
- Puntuaban los seis primeros de cada carrera.
- En el campeonato de pilotos, en la cuenta final solamente se contaron los 11 mejores resultados de 16 posibles.

| Posición | 1.º | 2.º | 3.º | 4.º | 5.º | 6.º |
| Puntos   | 9   | 6   | 4   | 3   | 2   | 1   |

### Campeonato de Pilotos
| Pos. | Piloto                | BRA  | SMR  | MON  | MEX  | USA  | CAN  | FRA  | GBR  | GER  | HUN  | BEL  | ITA  | POR  | ESP  | JPN  | AUS  | Puntos  |
| ---- | --------------------- | ---- | ---- | ---- | ---- | ---- | ---- | ---- | ---- | ---- | ---- | ---- | ---- | ---- | ---- | ---- | ---- | ------- |
| 1    | Alain Prost           | 2    | 2    | 2    | (5)  | 1    | Ret  | 1    | 1    | 2    | (4)  | 2    | 1    | 2    | 3    | Ret  | Ret  | 76 (81) |
| 2    | Ayrton Senna          | 11   | 1    | 1    | 1    | Ret  | 7†   | Ret  | Ret  | 1    | 2    | 1    | Ret  | Ret  | 1    | DSQ  | Ret  | 60      |
| 3    | Riccardo Patrese      | 15†  | Ret  | 15   | 2    | 2    | 2    | 3    | Ret  | 4    | Ret  | Ret  | 4    | Ret  | 5    | 2    | 3    | 40      |
| 4    | Nigel Mansell         | 1    | Ret  | Ret  | Ret  | Ret  | DSQ  | 2    | 2    | 3    | 1    | 3    | Ret  | DSQ  |      | Ret  | Ret  | 38      |
| 5    | Thierry Boutsen       | Ret  | 4    | 10   | Ret  | 6    | 1    | Ret  | 10   | Ret  | 3    | 4    | 3    | Ret  | Ret  | 3    | 1    | 37      |
| 6    | Alessandro Nannini    | 6    | 3    | 8    | 4    | Ret  | DSQ  | Ret  | 3    | Ret  | Ret  | 5    | Ret  | 4    | Ret  | 1    | 2    | 32      |
| 7    | Gerhard Berger        | Ret  | Ret  |      | Ret  | Ret  | Ret  | Ret  | Ret  | Ret  | Ret  | Ret  | 2    | 1    | 2    | Ret  | Ret  | 21      |
| 8    | Nelson Piquet         | Ret  | Ret  | Ret  | 11   | Ret  | 4    | 8    | 4    | 5    | 6    | DNQ  | Ret  | Ret  | 8    | 4    | Ret  | 12      |
| 9    | Jean Alesi            |      |      |      |      |      |      | 4    | Ret  | 10   | 9    |      | 5    |      | 4    | Ret  | Ret  | 8       |
| 10   | Derek Warwick         | 5    | 5    | Ret  | Ret  | Ret  | Ret  |      | 9    | 6    | 10   | 6    | Ret  | Ret  | 9    | 6    | Ret  | 7       |
| 11   | Eddie Cheever         | Ret  | 9    | 7    | 7    | 3    | Ret  | 7    | DNQ  | 12†  | 5    | Ret  | DNQ  | Ret  | Ret  | 8    | Ret  | 6       |
| 12   | Stefan Johansson      | DNPQ | DNPQ | DNPQ | Ret  | Ret  | DSQ  | 5    | DNPQ | Ret  | Ret  | 8    | DNPQ | 3    | DNPQ | DNPQ | DNPQ | 6       |
| 13   | Michele Alboreto      | 10   | DNQ  | 5    | 3    | Ret  | Ret  |      |      | Ret  | Ret  | Ret  | Ret  | 11   | DNPQ | DNQ  | DNPQ | 6       |
| 14   | Johnny Herbert        | 4    | 11   | 14   | 15   | 5    | DNQ  |      |      |      |      | Ret  |      | DNQ  |      |      |      | 5       |
| 15   | Pierluigi Martini     | Ret  | Ret  | Ret  | Ret  | Ret  | Ret  | Ret  | 5    | 9    | Ret  | 9    | 7    | 5    | Ret  |      | 6    | 5       |
| 16   | Maurício Gugelmin     | 3    | Ret  | Ret  | DNQ  | Ret  | Ret  | NC   | Ret  | Ret  | Ret  | 7    | Ret  | 10   | Ret  | 7    | 7    | 4       |
| 17   | Andrea de Cesaris     | 13   | 10   | 13   | Ret  | 8    | 3    | DNQ  | Ret  | 7    | Ret  | 11   | Ret  | Ret  | 7    | 10   | Ret  | 4       |
| 18   | Stefano Modena        | Ret  | Ret  | 3    | 10   | Ret  | Ret  | Ret  | Ret  | Ret  | 11   | Ret  | DNQ  | 14   | Ret  | Ret  | 8    | 4       |
| 19   | Alex Caffi            | DNPQ | 7    | 4    | 13   | Ret  | 6    | Ret  | DNPQ | Ret  | 7    | Ret  | 11†  | Ret  | Ret  | 9    | Ret  | 4       |
| 20   | Martin Brundle        | Ret  | Ret  | 6    | 9    | Ret  | DNPQ | DNPQ | Ret  | 8    | 12   | Ret  | 6    | 8    | Ret  | 5    | Ret  | 4       |
| 21   | Satoru Nakajima       | 8    | NC   | DNQ  | Ret  | Ret  | DNQ  | Ret  | 8    | Ret  | Ret  | DNQ  | 10†  | 7    | Ret  | Ret  | 4    | 3       |
| 22   | Christian Danner      | 14   | DNQ  | DNQ  | 12   | 4    | 8    | DNQ  | DNQ  | DNQ  | DNQ  | DNQ  | DNQ  | DNQ  |      |      |      | 3       |
| 23   | Emanuele Pirro        |      |      |      |      |      |      | 9    | 11   | Ret  | 8    | 10   | Ret  | Ret  | Ret  | Ret  | 5    | 2       |
| 24   | René Arnoux           | DNQ  | DNQ  | 12   | 14   | DNQ  | 5    | Ret  | DNQ  | 11   | DNQ  | Ret  | 9    | 13   | DNQ  | DNQ  | Ret  | 2       |
| 25   | Jonathan Palmer       | 7    | 6    | 9    | Ret  | 9†   | Ret  | 10   | Ret  | Ret  | 13   | 14   | Ret  | 6    | 10   | Ret  | DNQ  | 2       |
| 26   | Olivier Grouillard    | 9    | DSQ  | Ret  | 8    | DNQ  | DNQ  | 6    | 7    | Ret  | DNQ  | 13   | Ret  | DNQ  | Ret  | Ret  | Ret  | 1       |
| 27   | Gabriele Tarquini     | DNP  | 8    | Ret  | 6    | 7†   | Ret  | Ret  | DNQ  | DNPQ | DNPQ | DNPQ | DNPQ | DNPQ | DNPQ | DNPQ | DNPQ | 1       |
| 28   | Luis Pérez-Sala       | Ret  | Ret  | Ret  | DNQ  | Ret  | Ret  | DNQ  | 6    | DNQ  | Ret  | 15   | 8    | 12   | Ret  | Ret  | DNQ  | 1       |
| 29   | Philippe Alliot       | 12   | Ret  | Ret  | NC   | Ret  | Ret  | Ret  | Ret  | Ret  | DNPQ | 16†  | Ret  | 9    | 6    | Ret  | Ret  | 1       |
| NC   | Ivan Capelli          | Ret  | Ret  | 11   | Ret  | Ret  | Ret  | Ret  | Ret  | Ret  | Ret  | 12   | Ret  | Ret  | Ret  | Ret  | Ret  | 0       |
| NC   | Éric Bernard          |      |      |      |      |      |      | 11   | Ret  |      |      |      |      |      |      |      |      | 0       |
| NC   | Bertrand Gachot       | DNPQ | DNPQ | DNPQ | DNPQ | DNPQ | DNPQ | 13†  | 12   | DNQ  | Ret  | Ret  | Ret  |      |      | DNQ  | DNQ  | 0       |
| NC   | Nicola Larini         | DSQ  | 12†  | DNPQ | DNPQ | DNPQ | Ret  | DNPQ | Ret  | DNPQ | DNPQ | DNPQ | Ret  | DNPQ | Ret  | Ret  | Ret  | 0       |
| NC   | Martin Donnelly       |      |      |      |      |      |      | 12   |      |      |      |      |      |      |      |      |      | 0       |
| NC   | Roberto Moreno        | DNQ  | DNQ  | Ret  | DNQ  | DNQ  | Ret  | DNQ  | Ret  | DNPQ | DNPQ | DNPQ | DNPQ | Ret  | DNPQ | DNPQ | DNPQ | 0       |
| NC   | JJ Lehto              |      |      |      |      |      |      |      |      |      |      |      |      | DNPQ | Ret  | DNPQ | Ret  | 0       |
| NC   | Piercarlo Ghinzani    | DNPQ | DNPQ | DNPQ | DNPQ | DNPQ | DNPQ | DNPQ | DNPQ | DNPQ | Ret  | DNPQ | DNPQ | DNPQ | Ret  | DNPQ | Ret  | 0       |
| NC   | Bernd Schneider       | Ret  | DNPQ | DNPQ | DNPQ | DNPQ | DNPQ | DNPQ | DNPQ | DNPQ | DNPQ | DNPQ | DNPQ | DNPQ | DNPQ | Ret  | DNPQ | 0       |
| NC   | Pierre-Henri Raphanel | DNPQ | DNPQ | Ret  | DNPQ | DNPQ | DNPQ | DNPQ | DNPQ | DNPQ | DNPQ | DNQ  | DNQ  | DNQ  | DNQ  | DNQ  | DNQ  | 0       |
| NC   | Yannick Dalmas        | DNQ  | Ret  | DNQ  | DNQ  | DNQ  | DNQ  |      | DNPQ | DNPQ | DNPQ | DNPQ | DNPQ | DNPQ | DNPQ | DNPQ | DNPQ | 0       |
| NC   | Paolo Barilla         |      |      |      |      |      |      |      |      |      |      |      |      |      |      | Ret  |      | 0       |
| NC   | Volker Weidler        | DNPQ | DNPQ | DNPQ | DNPQ | DNPQ | DNPQ | DNPQ | DNPQ | DSQ  | DNQ  |      |      |      |      |      |      | 0       |
| NC   | Gregor Foitek         | DNQ  | DNPQ | DNPQ | DNPQ | DNPQ | DNPQ | DNPQ | DNPQ | DNPQ | DNPQ | DNPQ |      |      | DNQ  |      |      | 0       |
| NC   | Aguri Suzuki          | DNPQ | DNPQ | DNPQ | DNPQ | DNPQ | DNPQ | DNPQ | DNPQ | DNPQ | DNPQ | DNPQ | DNPQ | DNPQ | DNPQ | DNPQ | DNPQ | 0       |
| NC   | Joachim Winkelhock    | DNPQ | DNPQ | DNPQ | DNPQ | DNPQ | DNPQ | DNPQ |      |      |      |      |      |      |      |      |      | 0       |
| NC   | Enrico Bertaggia      |      |      |      |      |      |      |      |      |      |      | DNPQ | DNPQ | DNPQ | DNPQ | DNPQ | DNPQ | 0       |
| NC   | Oscar Larrauri        |      |      |      |      |      |      |      |      |      |      |      | DNPQ | DNPQ | DNPQ | DNPQ | DNPQ | 0       |
| NC   | Philippe Streiff      | DNP  |      |      |      |      |      |      |      |      |      |      |      |      |      |      |      | 0       |
| Pos. | Piloto                | USA  | BRA  | SMR  | MON  | CAN  | MEX  | FRA  | GBR  | GER  | HUN  | BEL  | ITA  | POR  | ESP  | JPN  | AUS  | Puntos  |

| Color      | Resultado                          |
| ---------- | ---------------------------------- |
| Oro        | Ganador                            |
| Plata      | 2.º puesto                         |
| Bronce     | 3.er puesto                        |
| Verde      | Finalizó en los puntos             |
| Azul       | Finalizó sin puntos                |
| Azul       | NC - No clasificado                |
| Violeta    | Ret - No terminó                   |
| Rojo       | DNQ - No se clasificó              |
| Rojo       | DNPQ - No se preclasificó          |
| Negro      | DSQ - Descalificado                |
| Blanco     | DNS - No empezó                    |
| Blanco     | WD - Retirado                      |
| Blanco     | C - Carrera cancelada              |
| Azul claro | TD - Entrenamientos libres (2003-) |
| Sin color  | DNP - Inscrito, pero no participó  |
| Sin color  | INJ - Inscrito, pero lesionado     |
| Sin color  | EX - Excluido                      |

| Estado  | Resultado                                                                             |
| ------- | ------------------------------------------------------------------------------------- |
| Negrita | Pole position                                                                         |
| Cursiva | Vuelta rápida                                                                         |
| 1-8     | Posiciones puntuables de clasificación sprint (2021-)                                 |
| †       | No acabó el Gran Premio, pero fue clasificado ya que completó el porcentaje necesario |
| ‡       | Monoplaza compartido                                                                  |
| ~       | Se otorgó la mitad de puntos ya que no se cumplió con el 75% de la carrera            |
| ≠       | No obtuvo puntos ya que era piloto invitado                                           |
| F2      | Inscrito para carrera de Fórmula 2, no sumaba puntos                                  |

### Estadísticas del Campeonato de Pilotos
| Pos. | Piloto                 | Puntos  | Victorias | Podios | Poles |
| ---- | ---------------------- | ------- | --------- | ------ | ----- |
| 1    | Alain Prost            | 76 (81) | 4         | 11     | 2     |
| 2    | Ayrton Senna           | 60      | 6         | 7      | 13    |
| 3    | Riccardo Patrese       | 40      |           | 6      | 1     |
| 4    | Nigel Mansell          | 38      | 2         | 6      |       |
| 5    | Thierry Boutsen        | 37      | 2         | 5      |       |
| 6    | Alessandro Nannini     | 32      | 1         | 4      |       |
| 7    | Gerhard Berger         | 21      | 1         | 3      |       |
| 8    | Nelson Piquet          | 12      |           |        |       |
| 9    | Jean Alesi             | 8       |           |        |       |
| 10   | Derek Warwick          | 7       |           |        |       |
| 11   | Michele Alboreto       | 6       |           | 1      |       |
| 12   | Eddie Cheever          | 6       |           | 1      |       |
| 13   | Stefan Johansson       | 6       |           | 1      |       |
| 14   | Johnny Herbert         | 5       |           |        |       |
| 15   | Pierluigi Martini      | 5       |           |        |       |
| 16   | Andrea de Cesaris      | 4       |           | 1      |       |
| 17   | Martin Brundle         | 4       |           |        |       |
| 18   | Alex Caffi             | 4       |           |        |       |
| 19   | Stefano Modena         | 4       |           | 1      |       |
| 20   | Maurício Gugelmin      | 4       |           | 1      |       |
| 21   | Christian Danner       | 3       |           |        |       |
| 22   | Satoru Nakajima        | 3       |           |        |       |
| 23   | René Arnoux            | 2       |           |        |       |
| 24   | Jonathan Palmer        | 2       |           |        |       |
| 25   | Emanuele Pirro         | 2       |           |        |       |
| 26   | Gabriele Tarquini      | 1       |           |        |       |
| 27   | Olivier Grouillard     | 1       |           |        |       |
| 28   | Luis Pérez-Sala        | 1       |           |        |       |
| 29   | Philippe Alliot        | 1       |           |        |       |
| NC   | Volker Weidler         |         |           |        |       |
| NC   | Roberto Moreno         |         |           |        |       |
| NC   | Pierre-Henri Raphanel  |         |           |        |       |
| NC   | Piercarlo Ghinzani     |         |           |        |       |
| NC   | Bernd Schneider        |         |           |        |       |
| NC   | Bertrand Gachot        |         |           |        |       |
| NC   | Jyrki Jarvilehto Lehto |         |           |        |       |
| NC   | Oscar Larrauri         |         |           |        |       |
| NC   | Aguri Suzuki           |         |           |        |       |
| NC   | Nicola Larini          |         |           |        |       |
| NC   | Eric Bernard           |         |           |        |       |
| NC   | Martin Donnelly        |         |           |        |       |
| NC   | Yannick Dalmas         |         |           |        |       |
| NC   | Gregor Foitek          |         |           |        |       |
| NC   | Ivan Capelli           |         |           |        |       |
| NC   | Joachim Winkelhock     |         |           |        |       |
| NC   | Paolo Barilla          |         |           |        |       |

### Campeonato de Constructores
| Pos. | Constructor      | N.º | BRA  | SMR  | MON  | MEX  | USA  | CAN  | FRA  | GBR  | GER  | HUN  | BEL  | ITA  | POR  | ESP  | JPN  | AUS  | Puntos |
| ---- | ---------------- | --- | ---- | ---- | ---- | ---- | ---- | ---- | ---- | ---- | ---- | ---- | ---- | ---- | ---- | ---- | ---- | ---- | ------ |
| 1    | McLaren-Honda    | 1   | 11   | 1    | 1    | 1    | Ret  | 7    | Ret  | Ret  | 1    | 2    | 1    | Ret  | Ret  | 1    | DSQ  | Ret  | 141    |
| 1    | McLaren-Honda    | 2   | 2    | 2    | 2    | 5    | 1    | Ret  | 1    | 1    | 2    | 4    | 2    | 1    | 2    | 3    | Ret  | Ret  | 141    |
| 2    | Williams-Renault | 5   | Ret  | 4    | 10   | Ret  | 6    | 1    | Ret  | 10   | Ret  | 3    | 4    | 3    | Ret  | Ret  | 3    | 1    | 77     |
| 2    | Williams-Renault | 6   | 15   | Ret  | 15   | 2    | 2    | 2    | 3    | Ret  | 4    | Ret  | Ret  | 4    | Ret  | 5    | 2    | 3    | 77     |
| 3    | Ferrari          | 27  | 1    | Ret  | Ret  | Ret  | Ret  | DSQ  | 2    | 2    | 3    | 1    | 3    | Ret  | DSQ  | EX   | Ret  | Ret  | 59     |
| 3    | Ferrari          | 28  | Ret  | Ret  |      | Ret  | Ret  | Ret  | Ret  | Ret  | Ret  | Ret  | Ret  | 2    | 1    | 2    | Ret  | Ret  | 59     |
| 4    | Benetton-Ford    | 19  | 6    | 3    | 8    | 4    | Ret  | DSQ  | Ret  | 3    | Ret  | Ret  | 5    | Ret  | 4    | Ret  | 1    | 2    | 39     |
| 4    | Benetton-Ford    | 20  | 4    | 11   | 14   | 15   | 5    | DNQ  | 9    | 11   | Ret  | 8    | 10   | Ret  | Ret  | Ret  | Ret  | 5    | 39     |
| 5    | Tyrrell-Ford     | 3   | 7    | 6    | 9    | Ret  | 9    | Ret  | 10   | Ret  | Ret  | 13   | 14   | Ret  | 6    | 10   | Ret  | DNQ  | 16     |
| 5    | Tyrrell-Ford     | 4   | 10   | DNQ  | 5    | 3    | Ret  | Ret  | 4    | Ret  | 10   | 9    | Ret  | 5    | DNQ  | 4    | Ret  | Ret  | 16     |
| 6    | Lotus-Judd       | 11  | Ret  | Ret  | Ret  | 11   | Ret  | 4    | 8    | 4    | 5    | 6    | DNQ  | Ret  | Ret  | 8    | 4    | Ret  | 15     |
| 6    | Lotus-Judd       | 12  | 8    | NC   | DNQ  | Ret  | Ret  | DNQ  | Ret  | 8    | Ret  | Ret  | DNQ  | 10   | 7    | Ret  | Ret  | 4    | 15     |
| 7    | Arrows-Ford      | 9   | 5    | 5    | Ret  | Ret  | Ret  | Ret  | 12   | 9    | 6    | 10   | 6    | Ret  | Ret  | 9    | 6    | Ret  | 13     |
| 7    | Arrows-Ford      | 10  | Ret  | 9    | 7    | 7    | 3    | Ret  | 7    | DNQ  | 12   | 5    | Ret  | DNQ  | Ret  | Ret  | 8    | Ret  | 13     |
| 8    | Dallara-Ford     | 21  | DNPQ | 7    | 4    | 13   | Ret  | 6    | Ret  | DNPQ | Ret  | 7    | Ret  | 11   | Ret  | Ret  | 9    | Ret  | 8      |
| 8    | Dallara-Ford     | 22  | 13   | 10   | 13   | Ret  | 8    | 3    | DNQ  | Ret  | 7    | Ret  | 11   | Ret  | Ret  | 7    | 10   | Ret  | 8      |
| 9    | Brabham-Judd     | 7   | Ret  | Ret  | 6    | 9    | Ret  | DNPQ | DNPQ | Ret  | 8    | 12   | Ret  | 6    | 8    | Ret  | 5    | Ret  | 8      |
| 9    | Brabham-Judd     | 8   | Ret  | Ret  | 3    | 10   | Ret  | Ret  | Ret  | Ret  | Ret  | 11   | Ret  | DNQ  | 14   | Ret  | Ret  | 8    | 8      |
| 10   | Onyx-Ford        | 36  | DNPQ | DNPQ | DNPQ | Ret  | Ret  | DSQ  | 5    | DNPQ | Ret  | Ret  | 8    | DNPQ | 3    | DNPQ | DNPQ | DNPQ | 6      |
| 10   | Onyx-Ford        | 37  | DNPQ | DNPQ | DNPQ | DNPQ | DNPQ | DNPQ | 13   | 12   | DNQ  | Ret  | Ret  | Ret  | DNPQ | Ret  | DNPQ | Ret  | 6      |
| 11   | Minardi-Ford     | 23  | Ret  | Ret  | Ret  | Ret  | Ret  | Ret  | Ret  | 5    | 9    | Ret  | 9    | 7    | 5    | Ret  | Ret  | 6    | 6      |
| 11   | Minardi-Ford     | 24  | Ret  | Ret  | Ret  | DNQ  | Ret  | Ret  | DNQ  | 6    | DNQ  | Ret  | 15   | 8    | 12   | Ret  | Ret  | DNQ  | 6      |
| 12   | March-Judd       | 15  | 3    | Ret  | Ret  | DNQ  | Ret  | Ret  | NC   | Ret  | Ret  | Ret  | 7    | Ret  | 10   | Ret  | 7    | 7    | 4      |
| 12   | March-Judd       | 16  | Ret  | Ret  | 11   | Ret  | Ret  | Ret  | Ret  | Ret  | Ret  | Ret  | 12   | Ret  | Ret  | Ret  | Ret  | Ret  | 4      |
| 13   | Rial-Ford        | 38  | 14   | DNQ  | DNQ  | 12   | 4    | 8    | DNQ  | DNQ  | DNQ  | DNQ  | DNQ  | DNQ  | DNQ  | DNQ  | DNQ  | DNQ  | 3      |
| 13   | Rial-Ford        | 39  | DNPQ | DNPQ | DNPQ | DNPQ | DNPQ | DNPQ | DNPQ | DNPQ | EX   | DNQ  | DNQ  | DNQ  | DNQ  | DNQ  | DNQ  | DNQ  | 3      |
| 14   | Ligier-Ford      | 25  | DNQ  | DNQ  | 12   | 14   | DNQ  | 5    | Ret  | DNQ  | 11   | DNQ  | Ret  | 9    | 13   | DNQ  | DNQ  | Ret  | 3      |
| 14   | Ligier-Ford      | 26  | 9    | DSQ  | Ret  | 8    | DNQ  | DNQ  | 6    | 7    | Ret  | DNQ  | 13   | Ret  | DNQ  | Ret  | Ret  | Ret  | 3      |
| 15   | AGS-Ford         | 40  |      | 8    | Ret  | 6    | 7    | Ret  | Ret  | DNQ  | DNPQ | DNPQ | DNPQ | DNPQ | DNPQ | DNPQ | DNPQ | DNPQ | 1      |
| 15   | AGS-Ford         | 41  | DNPQ | DNPQ | DNPQ | DNPQ | DNPQ | DNPQ | DNPQ | DNPQ | DNPQ | DNPQ | DNPQ | DNPQ | DNPQ | DNPQ | DNPQ | DNPQ | 1      |
| 16   | Lola-Lamborghini | 29  | DNQ  | Ret  | DNQ  | DNQ  | DNQ  | DNQ  | 11   | Ret  | Ret  | Ret  | Ret  | Ret  | 11   | DNPQ | DNQ  | DNPQ | 1      |
| 16   | Lola-Lamborghini | 30  | 12   | Ret  | Ret  | NC   | Ret  | Ret  | Ret  | Ret  | Ret  | DNPQ | 16   | Ret  | 9    | 6    | Ret  | Ret  | 1      |
| NC   | Osella-Ford      | 17  | DSQ  | 12   | DNPQ | DNPQ | DNPQ | Ret  | DNPQ | Ret  | DNPQ | DNPQ | DNPQ | Ret  | DNPQ | Ret  | Ret  | Ret  | 0      |
| NC   | Osella-Ford      | 18  | DNPQ | DNPQ | DNPQ | DNPQ | DNPQ | DNPQ | DNPQ | DNPQ | DNPQ | Ret  | DNPQ | DNPQ | DNPQ | Ret  | DNPQ | Ret  | 0      |
| NC   | Coloni-Ford      | 31  | DNQ  | DNQ  | Ret  | DNQ  | DNQ  | Ret  | DNQ  | Ret  | DNPQ | DNPQ | DNPQ | DNPQ | Ret  | DNPQ | DNPQ | DNPQ | 0      |
| NC   | Coloni-Ford      | 32  | DNPQ | DNPQ | Ret  | DNPQ | DNPQ | DNPQ | DNPQ | DNPQ | DNPQ | DNPQ | DNPQ | DNPQ | DNPQ | DNPQ | DNPQ | DNPQ | 0      |
| NC   | Zakspeed-Yamaha  | 34  | Ret  | DNPQ | DNPQ | DNPQ | DNPQ | DNPQ | DNPQ | DNPQ | DNPQ | DNPQ | DNPQ | DNPQ | DNPQ | DNPQ | Ret  | DNPQ | 0      |
| NC   | Zakspeed-Yamaha  | 35  | DNPQ | DNPQ | DNPQ | DNPQ | DNPQ | DNPQ | DNPQ | DNPQ | DNPQ | DNPQ | DNPQ | DNPQ | DNPQ | DNPQ | DNPQ | DNPQ | 0      |
| NC   | EuroBrun-Judd    | 33  | DNQ  | DNPQ | DNPQ | DNPQ | DNPQ | DNPQ | DNPQ | DNPQ | DNPQ | DNPQ | DNPQ | DNPQ | DNPQ | DNPQ | DNPQ | DNPQ | 0      |
| Pos. | Constructor      | N.º | BRA  | SMR  | MON  | MEX  | USA  | CAN  | FRA  | GBR  | GER  | HUN  | BEL  | ITA  | POR  | ESP  | JPN  | AUS  | Puntos |

| Color      | Resultado                          |
| ---------- | ---------------------------------- |
| Oro        | Ganador                            |
| Plata      | 2.º puesto                         |
| Bronce     | 3.er puesto                        |
| Verde      | Finalizó en los puntos             |
| Azul       | Finalizó sin puntos                |
| Azul       | NC - No clasificado                |
| Violeta    | Ret - No terminó                   |
| Rojo       | DNQ - No se clasificó              |
| Rojo       | DNPQ - No se preclasificó          |
| Negro      | DSQ - Descalificado                |
| Blanco     | DNS - No empezó                    |
| Blanco     | WD - Retirado                      |
| Blanco     | C - Carrera cancelada              |
| Azul claro | TD - Entrenamientos libres (2003-) |
| Sin color  | DNP - Inscrito, pero no participó  |
| Sin color  | INJ - Inscrito, pero lesionado     |
| Sin color  | EX - Excluido                      |

| Estado  | Resultado                                                                             |
| ------- | ------------------------------------------------------------------------------------- |
| Negrita | Pole position                                                                         |
| Cursiva | Vuelta rápida                                                                         |
| 1-8     | Posiciones puntuables de clasificación sprint (2021-)                                 |
| †       | No acabó el Gran Premio, pero fue clasificado ya que completó el porcentaje necesario |
| ‡       | Monoplaza compartido                                                                  |
| ~       | Se otorgó la mitad de puntos ya que no se cumplió con el 75% de la carrera            |
| ≠       | No obtuvo puntos ya que era piloto invitado                                           |
| F2      | Inscrito para carrera de Fórmula 2, no sumaba puntos                                  |

### Estadísticas del Campeonato de Constructores
| Pos. | Constructor      | Puntos | Victorias | Podios | Poles |
| ---- | ---------------- | ------ | --------- | ------ | ----- |
| 1    | McLaren-Honda    | 141    | 10        | 18     | 15    |
| 2    | Williams-Renault | 77     | 2         | 11     | 1     |
| 3    | Ferrari          | 59     | 3         | 9      |       |
| 4    | Benetton-Ford    | 39     | 1         | 4      |       |
| 5    | Tyrrell-Ford     | 16     |           | 1      |       |
| 6    | Lotus-Judd       | 15     |           |        |       |
| 7    | Arrows-Ford      | 13     |           | 1      |       |
| 8    | Dallara-Ford     | 8      |           | 1      |       |
| 9    | Brabham-Judd     | 8      |           | 1      |       |
| 10   | Minardi-Ford     | 6      |           |        |       |
| 11   | Onyx-Ford        | 6      |           | 1      |       |
| 12   | March-Judd       | 4      |           | 1      |       |
| 13   | Ligier-Ford      | 3      |           |        |       |
| 14   | Rial-Ford        | 3      |           |        |       |
| 15   | AGS-Ford         | 1      |           |        |       |
| 16   | Lola-Lamborghini | 1      |           |        |       |
| NC   | EuroBrun-Judd    |        |           |        |       |
| NC   | Osella-Ford      |        |           |        |       |
| NC   | Zakspeed-Yamaha  |        |           |        |       |
| NC   | Coloni-Ford      |        |           |        |       |